# Heiligenberg (Naumburg)
Der Heiligenberg zwischen Altendorf und Heimarshausen im nordhessischen Landkreis Kassel ist ein 380 m ü. NHN hoher Berg der Ostwaldecker Randsenken im Westhessischen Bergland. Es herrscht Mischwald vor.

## Geographie

### Lage
Der Heiligenberg liegt im Südwestteil des Naturparks Habichtswald östlich des Alten Waldes, der zum Waldecker Wald gehört. Er befindet sich zwischen den Dörfern Altendorf im Norden und Heimarshausen im Süden, beides Stadtteile von Naumburg. Östlich vorbei am Berg verläuft in Nordnordwest-Südsüdost-Richtung die Elbe, ein nördlicher Zufluss der Eder.

### Naturräumliche Zuordnung
Der Heiligenberg gehört in der naturräumlichen Haupteinheitengruppe Westhessisches Bergland (Nr. 34), in der Haupteinheit Ostwaldecker Randsenken (341) und in der Untereinheit Naumburger Senken und Rücken (341.4) zum Naturraum Elbergrund (341.41). Er stellt eine Singularität (Zeugenberg) der 4. bis 7. Ordnung dar.

### Geschichte
Am südöstlichen Hang ist ein ca. 290 m langer ringwallähnlicher Abschnittswall nachgewiesen. Dessen Erforschung steht noch aus. Zwei ähnliche, leicht kürzere, finden sich auf der Südostseite des Ziegenrücks.

## Riesenstein

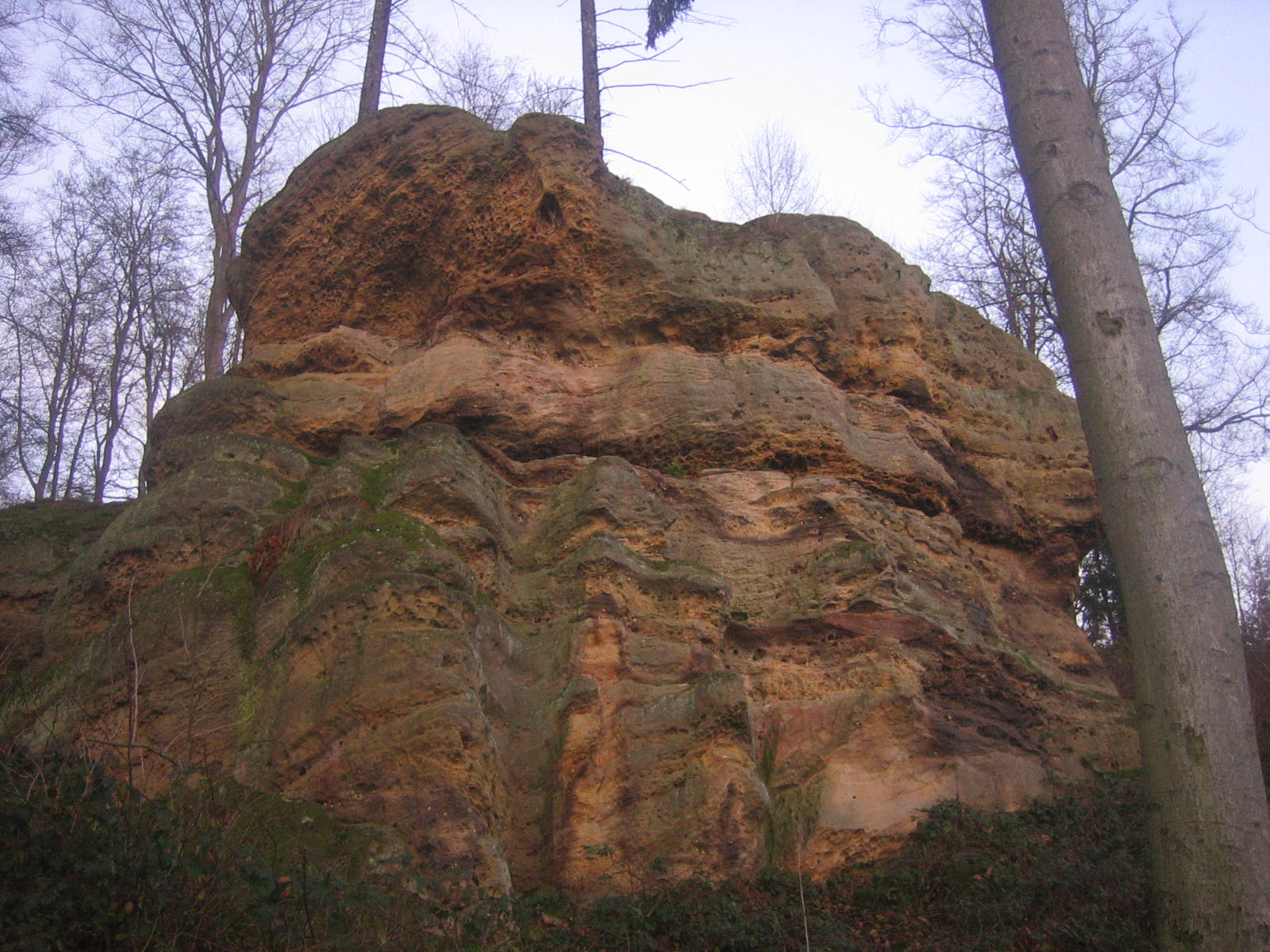
Riesenstein vom Heiligenberg

Auf der plateauartigen Kuppe des Ziegenrücks (318,2 m), dem Südostausläufer des Heiligenbergs, befindet sich der Riesenstein von Heimarshausen, ein etwa 9 m hoher, zerklüfteter und weiß-roter Sandsteinfelsen, der in vorgeschichtlicher Zeit Opferstätte, Kultplatz und Observatorium war und heute als Naturdenkmal ausgewiesen ist.